# Hypena inocua
Hypena inocua là một loài bướm đêm trong họ Erebidae.